# Corpo di commissariato dell'esercito italiano
Il Corpo di commissariato dell'Esercito Italiano è un corpo militare dell'Esercito italiano, istituito il 1º gennaio 1998 dalla fusione del Corpo di amministrazione con il Corpo di commissariato, già sciolto nel 1997.
Ha funzioni amministrative e di logistica militare, ed è composto prevalentemente da ufficiali (provenienti dall'Accademia militare di Modena, Ruolo Speciale, in ferma prefissata o di complemento) che formano i quadri dirigenti del Corpo, mentre i marescialli assolvono la funzione di contabili.
Il Corpo di commissariato, assieme al Corpo sanitario, è stato il primo nel secondo dopoguerra ad avere in servizio ufficiali donne.

## Storia

### Corpo di amministrazione
Il Corpo di amministrazione nacque come Corpo di amministrazione militare nel 1860 in seguito alla trasformazione del battaglione di amministrazione della Regia Armata Sarda, a sua volta nato il 14 dicembre 1856 per gestire i fondi e il mantenimento della forza armata. Benché soppresso nel 1870, il compito svolto dal Corpo impose nel 1872 di istituire il "ruolo del personale contabile, per il servizio di sussistenza e del materiale di casermaggio" a cui destinare i soldati. Il 17 luglio 1910 il Corpo di amministrazione riprese effettiva vita propria, cedendo però al Corpo di Commissariato le competenze relative alla sussistenza.
La legge 9 maggio 1940 lo denomina Servizio di amministrazione militare. La bandiera di guerra gli venne assegnata con decreto 16 febbraio 1949.
Dal 1º gennaio 1981 riprende il nome di Corpo di amministrazione che mantiene fino alla soppressione ii 20 aprile 1997. Dal 1º gennaio 1998 l'ex personale del Corpo è stato utilizzato per creare il Corpo di Commissariato attuale.

### Corpo di Commissariato
Il Corpo di commissariato militare nasce il 30 settembre 1873 (ricorrenza scelta poi come festa del Corpo) per cambio di denominazione del Corpo di Intendenza militare istituito nel 1853 e discendente a sua volta dall'Azienda generale di guerra della Regia Armata Sarda. In seguito alla rinascita del Corpo di Amministrazione, il 17 luglio 1910, e alla cessione di questo al Corpo di Commissariato delle competenze relative alla sussistenza, gli ufficiali del Corpo di Commissariato vennero divisi in due Ruoli: Commissariato e Sussistenza. Gli Ufficiali appartenenti al Ruolo Commissari venivano reclutati con concorso a nomina diretta riservato ai giovani già laureati in Giurisprudenza, Economia o Scienze Politiche. Gli Ufficiali del Ruolo Sussistenza provenivano dai corsi biennali dell'Accademia militare di Modena. I soldati, i militari di truppa, i graduati e i sottufficiali del Corpo appartenevano unicamente al ruolo sussistenza, mentre per il ruolo commissari era prevista solo la categoria degli Ufficiali, proprio perché per l'appartenenza a tale Ruolo era necessario essere in possesso del diploma di Laurea già conseguito prima di aver assunto lo status di militare.
Il 25 settembre 1938 il Corpo ricevette il labaro, in seguito sostituito dalla bandiera di guerra. La legge del 9 maggio 1940 lo rinominò Servizio di commissariato militare.
Come il Corpo di Amministrazione, dal 1º gennaio 1981 riacquista il nome di Corpo di Commissariato che mantiene fino alla soppressione il 20 aprile 1997, avvenuta dopo che le note vicende giudiziarie di "mani pulite" si erano estese all'Amministrazione della Difesa, con conseguenti coinvolgimenti dei vertici del Corpo di Commissariato.

### Il nuovo ente
Dal 1º gennaio 1998 l'ex personale del Corpo, indistintamente, sia gli appartamenti al Ruolo Commissari, in possesso del diploma di laurea già come civili, sia quelli del Ruolo Sussistenza, unitamente all'ex personale del Corpo di amministrazione, sono confluiti nei quadri del neocostituito Corpo di Amministrazione, che successivamente veniva definitivamente rinominato come Corpo di Commissariato

## Finalità
Le sue funzioni si esprimono a livello direttivo, gestionale ed ispettivo, ad ampio spettro e si riassumono nel sostegno logistico-amministrativo teso ad assicurare le migliori condizioni di qualità della vita del soldato, sia esso in guarnigione, in esercitazione, o in operazione, in territorio nazionale e nei molteplici scenari esteri.
In particolare, la logistica dei materiali si espleta mediante attività di studio, ricerca e sviluppo tecnico nei settori del vettovagliamento, del vestiario-equipaggiamento e dei materiali di attendamento, nonché nel settore dei mezzi mobili campali, del casermaggio e dai servizi generali.
Inoltre il personale del Corpo assicura il funzionamento amministrativo delle unità e dei reparti di forza armata, garantendo la disciplina del trattamento economico e della matricola del personale nonché svolgendo funzioni di consulenza legale (quali consulenti) e giuridico-amministrativa nei confronti degli organi di Comando. Di particolare rilievo è la consulenza legale in materia giudiziale ed extragiudiziale, riguardante questioni relative al personale e alle problematiche concernenti l'applicazione del Diritto umanitario e del Diritto internazionale nelle operazioni "fuori area".
La specializzazione del personale del Corpo ha un'ulteriore connotazione di tipo tecnico-scientifico nel corso interforze di "Merceologia e chimica applicata", il quale viene svolto presso l'Università di Roma "La Sapienza". Al termine di tale periodo formativo gli ufficiali commissari possono fregiarsi del titolo di "periti merceologi" ed acquisiscono il Master di II livello in "Il controllo e la gestione dei sistemi di qualità, ambiente e sicurezza". La particolare expertise acquisita consente lo svolgimento di attività specialistica attraverso lo studio e la sperimentazione di materiali ed equipaggiamento, analisi e perizie di laboratorio, controllo tecnico e collaudo delle forniture per la verifica della rispondenza ai capitolati tecnici contrattuali.

## Mostreggiature e fregio
In origine gli appartenenti al Corpo di commissariato portavano mostrine a forma di "pipa" celesti filettate di nero, poi sostituite da quelle viola che vennero abbinate a tutti i sottopanni possibili (verde per gli Alpini, celeste per le truppe corazzate, ecc.). All'interno del Corpo di commissariato, il Ruolo sussistenza era contraddistinto da pipe celesti anziché cremisi. Solo gli Ufficiali del Ruolo Commissari, unici ad avere mansioni direttive, vestivano le mostrine di colore cremisi. Le pipe del Corpo di Amministrazione erano invece nere filettate di celeste, adattate, come le altre, a tutte le possibili combinazioni.
Quando i due corpi vennero unificati nel 1998, le vecchie mostrine vennero sostituite con una mostrina unica a forma di pipa, nera filettata di violetto e celeste, in ogni caso adattata ai vari sottopanni in uso al momento.
Dal 2003 al 2014, invece, il Corpo di commissariato ha indossato una nuova mostreggiatura, unica per tutto il Corpo e, contrariamente alla consuetudine, senza possibilità di adattamento alle specialità di appartenenza. L'insegna era rettangolare azzurra con una sfumatura verso il violetto, completata nella parte alta da un serto di foglie di alloro dorato e, nella parte bassa, dalla stella d'Italia. Nel 2014 sono state introdotte mostreggiature caratterizzanti alcune peculiari Unità di impiego degli ufficiali commissari.
Per quanto riguarda il fregio, questo è composto da un cerchio color blu-viola carico poggiato su due rami d'alloro sormontati da una corona turrita. Il personale del Corpo facente parte delle aviotruppe o dell'Aviazione dell'Esercito (AVES) indossa invece il fregio unico composto da paracadute, gladio e ali spiegate nel caso dei paracadutisti o aquila e torcia per l'AVES, ovvero il fregio caratterizzante l'unità cui gli Ufficiali Commissari sono in forza. Sul basco le insegne del fregio sono in metallo argentato opaco mentre sul berretto rigido possono essere in metallo o ricamo dorato.

## Onorificenze concesse alla Bandiera del Corpo di Commissariato dell'Esercito Italiano (e predecessori)
La Bandiera del Corpo di commissariato dell'Esercito Italiano (e predecessori) è decorata delle seguenti onorificenze:
 1 Medaglie d'argento al valor militare
 1 Medaglia di bronzo al valor militare
 3 Croci di guerra al valor militare
 2 Medaglie di bronzo al valore dell'Esercito
 2 Croci d'argento al merito dell'Esercito
 1 Medaglia d'oro al merito civile
 1 Medaglia d'argento al merito della Croce Rossa Italiana